# Gnetum formosum
Gnetum formosum är en kärlväxtart som beskrevs av Markgr. Gnetum formosum ingår i släktet Gnetum och familjen Gnetaceae. Inga underarter finns listade i Catalogue of Life.